# Kenchanahalli Pura, Alur
Kenchanahalli Pura là một làng thuộc tehsil Alur, huyện Hassan, bang Karnataka, Ấn Độ.